# Vasco da Gama (India)
Vasco da Gama (konkani/marathi: वास्को) (a menudo indicada como Vasco) es una ciudad en el estado indio de Goa sobre la costa oeste del país. La ciudad se encuentra en el extremo oeste de la península de Mormugao, en la desembocadura del río Zuari, a unos 30 km de Panaji (Panjim), la capital de Goa, y a unos 5 km del aeropuerto Dabolim (GOI).
Su nombre hace honor al explorador portugués Vasco da Gama y es la ciudad más poblada de Goa, con más de 100 000 habitantes. Aloja las oficinas centrales del taluka de Mormugão.[cita requerida]
La ciudad fue fundada en 1543 por los portugueses, convirtiéndose rápidamente en uno de los puertos más activos de la India. Permaneció bajo dominio portugués hasta 1961, cuando Goa fue anexionada a la India. Los portugueses construyeron un fuerte en Sada, cerca de la punta de terreno que se asoma al mar Arábigo, lo que les permitió controlar el desplazamiento de los barcos hacia el río Zuari. El fuerte tuvo su momento de gloria en 1685, cuando Goa Vieja fue atacada por el rey Sambhaji de los Marathas y los portugueses junto con las mujeres y niños se refugiaron allí. El fuerte fue abandonado poco después, a pesar de los planes para convertir a Mormugao en capital de la colonia portuguesa de Goa, y en la actualidad solo se observan algunas ruinas de sus murallas.
La base naval de la Armada India en Goa se encuentra en Vasco.[cita requerida]